# Alanna Ubach
Pour les articles homonymes, voir Ubach.
Alanna Ubach, née le 3 octobre 1975 à Downey (Californie, États-Unis), est une actrice américaine.

## Biographie

### Jeunesse
Alanna Ubach est née le 3 octobre 1975 à Downey, (Californie, États-Unis). 

### Famille
Ses parents sont Sidna et Rodolfo Ubach.
Elle a une sœur aînée, Athena Ubach.

### Vie privée
Elle est mariée à Thom Russo depuis 2014. Ils ont un fils, Thomas Rodolfo Russo III, né en 2017.

## Filmographie

### Cinéma

#### Longs métrages
- 1993 : Airborne de Rob S. Bowman : Gloria
- 1993 : Sister Act, acte 2 (Sister Act 2 : Back in the Habit) de Bill Duke : Maria
- 1994 : Operation Shakespeare (Renaissance Man) de Penny Marshall : Emily Rago
- 1994 : Hits! de William R. Greenblatt : Angie
- 1995 : La Tribu Brady (The Brady Bunch Movie) de Betty Thomas : Noreen
- 1995 : Denise au téléphone (Denise Calls Up) d'Hal Salwen : Denise Devaro
- 1995 : Programmé pour tuer (Virtuosity) de Brett Leonard : Eila
- 1996 : Freeway de Matthew Bright : Mesquita
- 1996 : Layin' Low de Danny Leiner : Manuela
- 1996 : Love Is All There Is de Joseph Bologna et Renée Taylor : Niccolina
- 1996 : Just Your Luck de Gary Auerbach : Angela
- 1996 : Johns de Scott Silver : Nikki
- 1997 : Pink as the Day She Was Born de Steve Hal : Cherry
- 1997 : Clockwatchers de Jill Sprecher : Jane
- 1997 : Do Me a Favor de Sondra Locke : Christy
- 1998 : Enough Already de Tom Keenan : Val
- 1998 : All of It de Jody Podolsky : Amy Holbeck
- 1999 : Les Joies du mariage (The Big Day) d'Ian McCrudden : Connie
- 1999 : The Sterling Chase de Tanya Fenmore : Jenna Marino
- 2000 : Scary Scream Movie (Shriek If You Know What I Did Last Friday the Thirteenth) de John Blanchard : Une étudiante qui accouche
- 2000 : Slice & Dice de Rod McCall : Ginger
- 2000 : Blue Moon de John A. Gallagher : Peggy
- 2001 : La Revanche d'une blonde (Legally Blonde) de Robert Luketic : Serena McGuire
- 2002 : The Perfect You de Matthew Miller : Wendy
- 2003 : La Blonde contre-attaque (Legally Blonde 2: Red, White & Blonde) de Charles Herman-Wurmfeld : Serena McGuire
- 2003 :  Wasabi Tuna de Lee Friedlander : Emme
- 2003 : Nobody Knows Anything! de William Tannen : Sarah
- 2004 : Mon beau-père, mes parents et moi (Meet the Fockers) de Jay Roach : Isabel Villalobos
- 2005 : Service non compris : (Waiting...) de Rob McKittrick : Naomi
- 2006 : Open Window de Mia Goldman : Kim
- 2006 : Hard Scrambled de David Scott Hay : Crysta
- 2007 : Jekyll de Scott Zakarin : Michelle Utterson
- 2007 : Equal Opportunity d'Howard Duy Vu : Peggy M. Smith
- 2009 : Service toujours non compris (Still Waiting...) de Jeff Balis : Naomi
- 2009 : Stuntmen d'Eric Amadio : Tovah Frieberg
- 2010 : Rango de Gore Verbinski : Boo / Cletus / Fresca / Miss Daisy (voix)
- 2010 : Darnell Dawkins: Mouth Guitar Legend de Clayne Crawford : Grace Slick
- 2010 : Screwball: The Ted Whitfield Story de Tommy Reid : Kristy Kittens
- 2010 : Summer Song d'A. Rappaport :
- 2011 : Bad Teacher de Jake Kasdan : Angela
- 2011 : Poolboy: Drowning Out the Fury de Garrett Brawith : Karen
- 2011 : Losing Control de Valerie Weiss : Alora
- 2012 : Should've Been Romeo de Marc Bennett : Pilar
- 2013 : Ghost Bastards (Putain de fantôme) (A Haunted House) de Michael Tiddes : Jenny
- 2013 : Garbage de Phil Volken : Casey Siegel
- 2013 : Being Us de Sam Hancock : Margaret
- 2015 : August Falls : Inspecteur Downs
- 2016 : Adorables Ennemies (The Last Word) de Mark Pellington : Toby
- 2017 : To the Bone de Marti Noxon : Karen
- 2017 : Coco de Lee Unkrich : Mamá Imelda Rivera (voix)
- 2018 : Gloria Bell de Sebastián Lelio : Veronica
- 2019 : Scandale (Bombshell) de Jay Roach : Jeanine Pirro
- 2019 : Euphoria de  Sam Levinson
- 2023 : Fool's Paradise de Charlie Day
- 2024 : Venom: The Last Dance de Kelly Marcel : Nova Moon

#### Courts métrages
- 1990 : The Blue Men de Denise McKenna : Edith
- 2001 : What They Wanted, What They Got de Lawrence Greenberg : Berkeley
- 2003 : A mi amor mi dulce d'elle-même : Honey de la Oca Montez
- 2007 : Shrinks de Gregg Brown : Dr Jameson
- 2007 : The Pre Nup de Marty Weiss : Cindy
- 2008 : Batman : Contes de Gotham (Batman : Gotham Knight) d'Yasuhiro Aoki et Yuichiro Hayashi : Dander (voix)
- 2010 : A Reuben by Any Other Name de Jeremy Dylan Lanni : Elizabeth
- 2012 : Envelope d'Aleksey Nuzhny : Tanya
- 2012 : Got Rights? de Kamala Lopez : Celebrity

### Télévision

#### Séries télévisées
- 1992 : La Famille Torkelson (The Torkelsons) : Willie
- 1992 - 1993 : Beakman's World : Josie
- 1993 : La Loi de Los Angeles (L.A. Law) : Christine Rowan
- 1994 : Diagnostic : Meurtre (Diagnosis Murder) : Melissa Ridgeway
- 1994 : ABC Afterschool Specials (saison, épisode : Boys Will Be Boys) : Cindy
- 1995 : Urgences (ER) : L'amie de Terry
- 1995 / 1998 : Les Anges du bonheur (Touched by an Angel) : Cookie / Lydia Evans
- 1996 : La Vie à cinq (Party of Five) : Gina
- 1996 : Seduced by Madness: The Diane Borchardt Story : Shannon Johnson
- 1997 : Apt. 2F : Alanna
- 1998 : Tracey Takes On... : Une actrice
- 1999 : Chicago Hope : La Vie à tout prix (Chicago Hope) : Natalie Kramer
- 1999 : Providence : Darla Owens
- 2000 : Sports Night : Catherine Brenner
- 2000 - 2001 : Les Associées (The Huntress) : Robin Ripley
- 2001 : Division d'élite (The Division) : Rita
- 2001 : Un toit pour trois (Two Guys, a Girl and a Pizza Place) : L'infirmière
- 2002 : John Doe : Dionne Walker
- 2002 : À la Maison-Blanche (The West Wing) : Celia Walton
- 2002 - 2003 : Teamo Supremo : Brenda / Hector (voix)
- 2002 - 2004 : Ozzy et Drix (Ozzy & Drix) : Maire Paul Spryman (voix)
- 2004 : Monk : Jennie Silverman
- 2004 - 2006 : Brandy et M. Moustache (Brandy & Mr. Whiskers) : Lola Boa (voix)
- 2004 / 2006 : Les Héros d'Higglyville (Higglytown Heroes) : Plunkie (voix)
- 2005 : Dr House (House M.D) : Dr Louise Harper
- 2005 : The Closer : L.A. enquêtes prioritaires (The Closer) : Sandy DeCourt
- 2005 : Les Experts : Manhattan (CSI : NY) : Constance Briell
- 2007 : El Tigre : Les Aventures de Manny Riviera (El Tigre : The Adventures of Manny Rivera) : Manny Rivera / El Tigre (voix)
- 2007 : Random! Cartoons : Mme Abbott / Samantha (voix)
- 2008 - 2009 : Eli Stone : Cathy Bonilla
- 2008 - 2009 : Spectacular Spider-Man : Liz Allan / Helena / Trina (voix)
- 2009 : Shrinks : Dr Jameson
- 2009 - 2011 : Men of a Certain Age : Michelle
- 2009 - 2011 : Hung : Yael Koontz
- 2010 : Numb3rs : Paula Watson
- 2010 - 2013 : Les Puppies : L'agence canine (Pound Puppies) : Strudel / M. Nut Nut (voix)
- 2011 : Philadelphia : Roxy
- 2011 : Mentalist (The Mentalist) : Dr Gidry
- 2012 : Ringer : L'avocate
- 2012 : Facing Kate (Fairly Legal) : Bonnie
- 2012 - 2013 : Kaijudo: Rise of the Duel Masters : Lucy / Tiera / Portia (voix)
- 2012 - 2015 : Papa fait son show : Amy Hobbs
- 2013 : Californication : Trudy
- 2013 : Revolution : Bonnie Webster
- 2013 : Mad : Annabel / Un chat (voix)
- 2013 - 2014 : Ben 10 : Omniverse : Rook Shar / Young One (voix)
- 2014 : Things You Shouldn't Say Past Midnight : Grace
- 2014 - 2015 : NCIS : Enquêtes spéciales (NCIS) : Sofia Martinez, analyste de la NSA
- 2014 - 2017 : Shérif Callie au Far West (Sheriff Callie's Wild West) : Polly May Porcupine / Grimy Grace / Tia Tortuga (voix)
- 2015 : Wallykazam! : Mme Trollman (voix)
- 2015 - 2018 : Girlfriends' Guide to Divorce : Jo
- 2016 : American Horror Story : Jo
- 2016 : TripTank : Justin / Tommy (voix)
- 2017 : Hand of God : Tammy Murphy
- 2017 - 2019 : Welcome to the Wayne : Ansi Molina / Une ballerine (voix)
- 2017 - 2023 : Le monde de Bingo et Rolly (Puppy Dog Pals) : Beatrice / Delivery Girl / Lily / Luca / Oliver / Billie / Edith / Eliza / Evelyn / Francoise / Heidi / Joanie / Julie / Koko / Lasso / Lizzie / Lotus / Mischa / Miss Mudge / Ned / Pammy / Kazoo / Rainy / Randi / Ranger Ronda (voix)
- 2018 : Snowfall : Gabriella Elias
- 2018 : The Good Cop : Debbi Paddock
- 2018 : Dietland : Marlowe Buchanan
- 2019 : Veronica Mars : Silvia
- 2019 : A Million Little Things : Dawn
- 2019 - 2022 : Euphoria : Suze Howard
- 2020 : Filthy Rich : Yopi Rivera
- 2020 : Gentefied : Vivan
- 2020 : Kipo et l'âge des Animonstres (Kipo and the Age of Wonderbeasts) : Wheels / Boom-Boom (voix)
- 2020 - 2021 : Crossing Swords : Reine Tulip (voix)
- 2020 / 2022 : Mythic Quest : Shannon
- 2021 : Monstres et Cie : Au travail (Monsters at Work) : Cutter / Carla / Rosie / Maria / Bean / La mère (voix)
- 2021 : Maya and the Three : Skull (voix)
- 2021 : Guilty Party : Tessa
- 2022 : The Flight Attendant : Carol Atkinson
- 2022 : Le fantôme et Molly McGee (The Ghost and Molly McGee) : Sonia (voix)
- 2023 : La Légende de Vox Machina (The Legend of Vox Machina) : Osyssa (voix)
- 2023 : American Dad! : Un spectre (voix)
- 2023 : Princess Power : Fussy (voix)
- 2023 : La fille de la lune et le dinosaure du diable de Marvel (Marvel's Moon Girl and Devil Dinosaur) : Brooklyn / La mère de TJ (voix)
- 2024 : Tales of the Teenage Mutant Ninja Turtles : Légendes des Tortues Ninja : Bishop (voix)
- 2024 : Ted :  Susan Bennett, la mère de John.

#### Téléfilms
- 1993 : Seule contre l'injustice (Moment of Truth : Why My Daughter?) de Chuck Bowman : April
- 2004 : 30 Days Until I'm Famous de Gabriela Tagliavini : Daisy Fresh
- 2004 : Des fantômes pour Noël (Karroll's Christmas) de Dennis Dugan : Jodie McDougall
- 2014 : Stan Lee's Mighty 7 de Ningning Lee : Une reporter (voix)

### Jeux vidéo
- 2008 : El Tigre: The Adventures of Manny Rivera : El Tigre / Manny Rivera (voix)
- 2011 : Rango : La mère de Cletus (voix)
- 2012 : Madagascar 3 : Bons baisers d'Europe : Capitaine DuBois (voix)
- 2013 : Marvel Heroes : Lady Deadpool (voix)
- 2013 : Grand Theft Auto V : Une femme (voix)